# Nomada barcelonensis
Nomada barcelonensis är en biart som beskrevs av Cockerell 1917. Nomada barcelonensis ingår i släktet gökbin, och familjen långtungebin. Inga underarter finns listade i Catalogue of Life.